# Análise estática
Em ciência da computação, a análise estática de um programa é aquela realizada sem executá-lo.
Tem por objetivo encontrar vulnerabilidades e demais problemas na aplicação, e normalmente é executada durante a fase de revisão de código dentro do ciclo de vida de desenvolvimento de sistemas. Idealmente, tais ferramentas encontrariam falhas de segurança automaticamente e com alto grau de confiança. Todavia, isso está além do estado da arte, e as ferramentas de análise estática normalmente servem apenas de auxílio, evidenciando potenciais falhas para revisão por parte dos programadores.